# 赤い罠(who loves it?)/ADAMAS
『赤い罠(who loves it?)/ADAMAS』（あかいわな フー・ラブズ・イット / アダマス）は、LiSAの楽曲で14枚目のシングルである。2018年12月12日にSACRA MUSICから発売。また、「ADAMAS」はCDシングルリリースに先立ち、10月8日からフルサイズバージョンが最速フル配信された。

## 概要
前作「ASH」から配信シングル「Thrill, Risk, Heartless」を挟み約10か月ぶり、SACRA MUSIC移籍後3作目となる2018年1作目のCDシングル。
表題曲の「ADAMAS」は、テレビアニメ『ソードアート・オンライン アリシゼーション』アリシゼーション・ビギニング編のオープニングテーマ、「赤い罠(who loves it?)」はTBS系テレビ『COUNT DOWN TV』2018年12月 - 2019年1月度オープニングテーマにそれぞれ起用された。
LiSAが『ソードアート・オンライン』原作のアニメのオープニングを担当するのは
11thシングル『Catch the Moment』（『劇場版 ソードアート・オンライン -オーディナル・スケール-』の主題歌）以来、約1年8か月ぶり。
発売形態は、初回生産限定盤・期間生産限定盤・通常盤の3形態となり、初回盤には「赤い罠(who loves it?)」のPVとLiSA撮りおろしブックレット、期間限定盤は三方背スリーブ仕様で描き下ろしミニポスターや、「ADAMAS」のPVと表題曲ノンクレジット OP映像を収録したDVDが付く。
『ADAMAS』は、『ソードアート・オンラインアリシゼーション』のOPで流れているものとは少しアレンジが異なっている。

同楽曲について、ジャンヌ・ダルクをイメージした作品であるとLiSA本人もインタビューで話している。
期間生産限定盤のカップリング曲『1/f』は「Sony Music presents 全国作曲コンクール」で入選した、goodtimesによる作品となっている。

## チャート成績
10月8日付の各配信ストアのデイリーチャートで1位を獲得。2nd配信シングル「Thrill, Risk, Heartless」が記録した15冠を更新し、23冠を記録した。
オリコンでは、2018年10月8日付のデジタルシングルデイリーランキングで2.0万ダウンロードで1位にランクイン、9、10日も1位を記録し、3日連続で第1位を獲得した。
週間デジタルランキングでは、初週4.3万ダウンロードを売り上げ1位を記録。デジタルランキングでの1位は、シングル、アルバムを通じ自身初となった。
ビルボードにおいてもHot Animationでは2作ぶり、Download Songsでは初の1位を獲得したほか、iTunes Storeやmoraの週間チャートでも1位を記録した。
2018年12月24日付のオリコン週間シングルチャートでは初動3.5万を売り上げ2位を獲得、自身最高記録を更新した。
アニメ部門においては、CD・デジタル・合算の3チャート全てで首位を獲得した。また同日付ビルボードのHot Animationでも4度目のトップ獲得となった。
日本レコード協会による有料音楽配信認定では2018年11月度にゴールド、2020年4月度にプラチナを獲得した。

## 収録曲

### 初回生産限定盤・通常盤
| #         | タイトル | 作詞           | 作曲           | 編曲      | 備考      | 時間  |
| --------- | --- | -------------- | -------------- | --------- | --------- | ----- |
| 1.        | 「赤い罠 (who loves it?)」(TBS系テレビ『COUNT DOWN TV』2018年12月・2019年1月度オープニングテーマ)                      | LiSA・田淵智也 | 田淵智也       | 堀江晶太  |           | 4:13  |
| 2.        | 「ADAMAS」(テレビアニメ『ソードアート・オンライン アリシゼーション アリシゼーション・ビギニング編』オープニングテーマ) | LiSA           | カヨコ         | 堀江晶太  |           | 3:45  |
| 3.        | 「スパイシーワールド」                                                                                                 | LiSA           | LiSA・野間康介 | 野間康介  |           | 4:27  |
| 4.        | 「赤い罠 (who loves it?) -Instrumental-」                                                                              |                |                |           |           | 4:08  |
| 合計時間: | 合計時間: | 合計時間:      | 合計時間:      | 合計時間: | 合計時間: | 16:33 |

| #  | タイトル                                | 作詞 | 作曲・編曲 |
| -- | --------------------------------------- | ---- | ---------- |
| 1. | 「赤い罠 (who loves it?) -MUSiC CLiP-」 |      |            |

### 期間生産限定盤
| #         | タイトル                   | 作詞      | 作曲      | 編曲      | 備考      | 時間  |
| --------- | -------------------------- | --------- | --------- | --------- | --------- | ----- |
| 1.        | 「ADAMAS」                 |           |           |           |           | 3:45  |
| 2.        | 「赤い罠 (who loves it?)」 |           |           |           |           | 4:13  |
| 3.        | 「1/f」                    | 田中秀典  | goodtimes | 野間康介  |           |       |
| 4.        | 「ADAMAS -Instrumental-」  |           |           |           |           | 4:08  |
| 5.        | 「ADAMAS -TV ver.-」       |           |           |           |           |       |
| 合計時間: | 合計時間:                  | 合計時間: | 合計時間: | 合計時間: | 合計時間: | 12:06 |

| #  | タイトル                                                                  | 作詞 | 作曲・編曲 |
| -- | ------------------------------------------------------------------------- | ---- | ---------- |
| 1. | 「ADAMAS -MUSiC CLiP-」                                                   |      |            |
| 2. | 「ADAMAS -ソードアート・オンライン アリシゼーション non-credit opening-」 |      |            |